# Huerta Oeste
La Huerta Oeste (en valenciano, l'Horta Oest) fue el nombre de una de las comarcas de la Comunidad Valenciana, perteneciente a la provincia de Valencia en España. Con capital en Torrente (aunque nunca ésta ha sido capital administrativa ni histórica), recogido dentro de la propuesta Propuesta de demarcaciones territoriales homologadas de 1989 pero que hasta el momento no ha sido aprobada por el gobierno valenciano.
Torrente, el mayor municipio de esta comarca, pertenecía a la Mancomunidad Intermunicipal de la Huerta Sur, ostentando la sede principal de dicho organismo, por lo que tradicionalmente se ha considerado a Torrente (al igual que a la inmensa mayoría de los municipios de Huerta Oeste) como pertenecientes a la vecina comarca de Huerta Sur (ya que la Mancomunidad engloba, casi en su totalidad, a las actuales comarcas de la Huerta Sur.

## Municipios
| Municipio       | Nombre oficial  | Población (2019) | Superficie | Densidad  |
| --------------- | --------------- | ---------------- | ---------- | --------- |
| Torrente        | Torrent         | 82 208           | 69,20      | 1187,98   |
| Paterna         | Paterna         | 70 195           | 44,00      | 1595,34   |
| Mislata         | Mislata         | 43 691           | 2,10       | 20 805,24 |
| Aldaya          | Aldaia          | 31 864           | 19,90      | 1601,21   |
| Manises         | Manises         | 30 919           | 16,10      | 1920,43   |
| Chirivella      | Xirivella       | 29 623           | 5,20       | 5696,73   |
| Alacuás         | Alaquàs         | 29 561           | 3,90       | 7579,74   |
| Cuart de Poblet | Quart de Poblet | 24 760           | 19,70      | 1256,85   |
| Picaña          | Picanya         | 11 513           | 7,50       | 1535,07   |
| Total           |                 | 354 334          | 187,60     | 1888,77   |

## Geografía

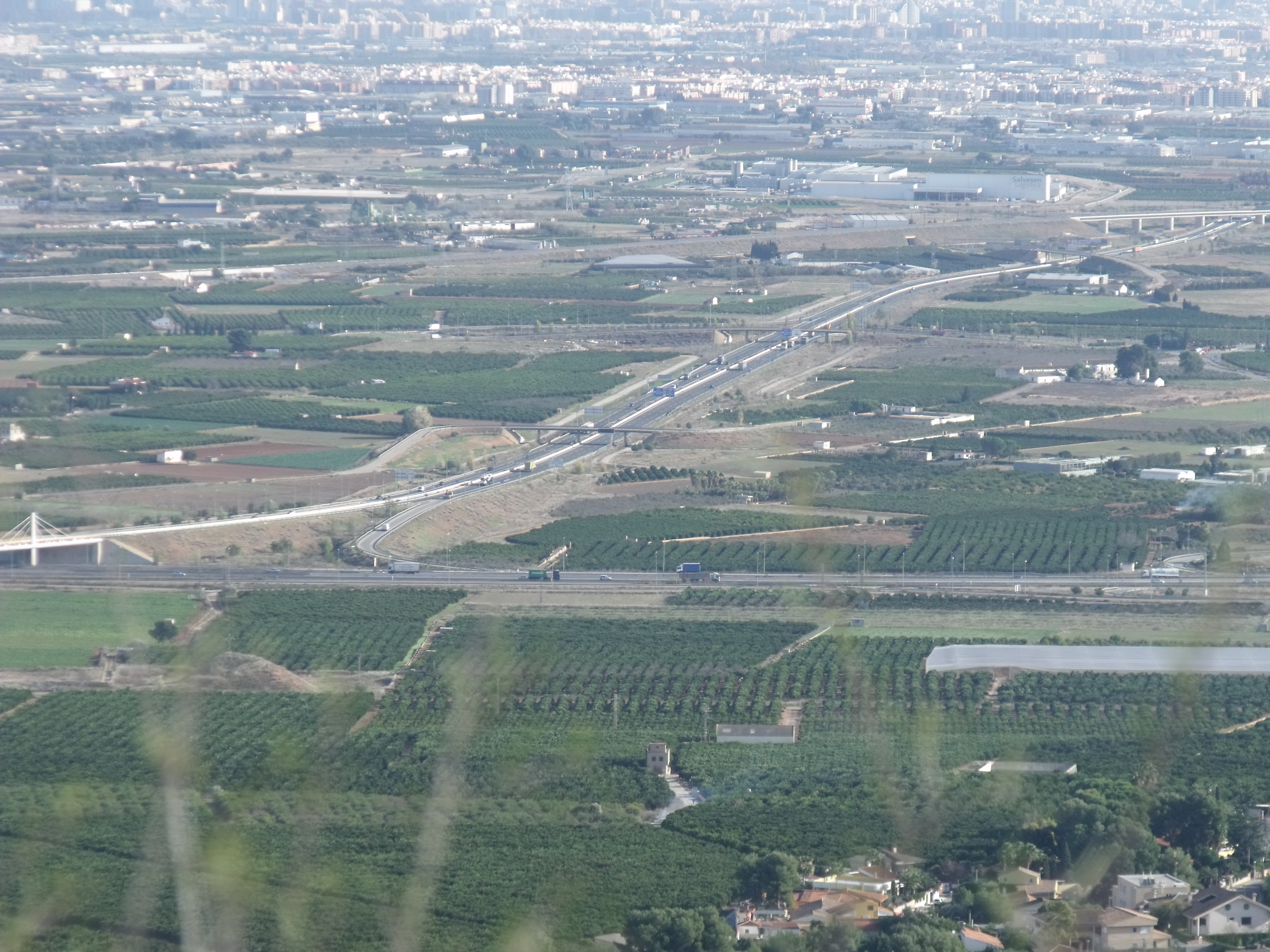
Partes de los municipios de Torrente, Aldaya, Alacuás, Mislata y Chirivella (lista incompleta).Los campos de cítricos ceden terreno a zonas urbanas, urbanizaciones de segunda residencia, polígonos industriales e infraestructuras de transporte (autovías y ferrocarriles).

Limitaba al norte con el Campo de Turia y la Huerta Norte, al este con la ciudad de Valencia y la Huerta Sur, al sur con la Ribera Alta y la Huerta Sur, y al oeste con la Hoya de Buñol.

## Lengua
La Huerta Oeste se encontraba ubicada dentro del ámbito lingüístico valencianoparlante, concretamente en el seno del área metropolitana de Valencia.

## Delimitaciones históricas
Antiguamente la comarca de la Huerta de Valencia incluía las actuales comarcas de la Huerta Norte, la Huerta Oeste, la Huerta Sur y la ciudad de Valencia. Debido al crecimiento de todas estas comarcas se dividió en las cuatro comarcas actuales.
La comarca de la Huerta Oeste es de creación moderna, en el año 1989 aunque aún no ha sido oficialmente aprobada, y comprendería parte de la antigua comarca del Plana de Cuart, y parte de la histórica Huerta de Valencia. Estas comarcas antiguas aparecen en el mapa de comarcas de Emili Beüt "Comarques naturals del Regne de València" publicado en el año 1934.